# A Tribute to Van Halen
Quinto album tributo dedicato alla band statunitense Van Halen pubblicato nel 2004 dall'etichetta Big Eye Music. Gran parte delle canzoni qui presenti sono già state pubblicate nei precedenti album tributo, per alcune invece si tratta solo di semplici remix di poco differenti dalle precedenti versioni.

## Tracce
1. Jump (5:29)
2. Panama (3:22)
3. Unchained (4:11)
4. Ain't Talkin' About Love (4:55)
5. So This Is Love? (3:07)
6. Atomic Punk (4:59)
7. Hot For Teacher (4:57)
8. Runnin' With The Devil (3:45)
9. Yankee Rose (4:25)
10. Dance The Night Away (4:38)
11. Little Guitars (3:04)

## Artisti partecipanti
- Traccia 1: Atomic Punks vs. Effcee
- Traccia 2: Jimmy Crespo & Richard Kendrick
- Traccia 3: Jack Russell, Dweezil Zappa vs. Slick Idiot
- Traccia 4: Pretty Boy Floyd vs. Razed In Black
- Traccia 5: Jeff Scott Soto, Blues Saraceno vs. Sheep On Drugs
- Traccia 6: L.A. Guns vs. Pig
- Traccia 7: Union vs. Astralasia
- Traccia 8: Stephen Pearcy, Bob Kulick vs. Sigue Sigue Sputnik
- Traccia 9: Enuff Z'Nuff
- Traccia 10: Kevin Dubrow vs. Nitzer Ebb
- Traccia 11: David Glen Eisley vs. The Electric Hellfire Club